# (31838) Angelarob
(31838) Angelarob est un astéroïde de la ceinture principale.

## Description
(31838) Angelarob est un astéroïde de la ceinture principale. Il fut découvert le 2 février 2000 à Socorro (Nouveau-Mexique) par le projet LINEAR. Il présente une orbite caractérisée par un demi-grand axe de 2,40 UA, une excentricité de 0,12 et une inclinaison de 5,8° par rapport à l'écliptique.

## Compléments